# چشم‌انتظار (آلبوم بی‌بی رکسا)
چشم‌انتظار (به انگلیسی: Expectations) اولین آلبوم استودیویی از خواننده اهل ایالات متحده آمریکا بی‌بی رکسا است. این آلبوم در ۲۲ ژوئن ۲۰۱۸ ازطریق وارنر رکوردز منتشر شد. رکسا در ۸ آوریل از جلد آلبوم رونمایی کرد و پیش فروش آلبوم در تاریخ ۱۳ آوریل ۲۰۱۸ با انتشار دو تک تبلیغاتی: «فراری» و «۲ روح در آتش» شروع شد. چشم‌انتظار در متاکریتیک طبق نظر شش منتقد، نمره ۶۵ از ۱۰۰ را دریافت کرد که نشان دهنده نمره مطلوب است. این آلبوم تا ۲۰ ژانویه ۲۰۱۹ ۶۰۴٬۰۰۰ واحد به فروش رسانده‌است.

## فهرست قطعه
| نسخه استاندارد | نسخه استاندارد                                | نسخه استاندارد |
| شماره          | نام                                           | مدت            |
| -------------- | --------------------------------------------- | -------------- |
| ۱.             | «ماشین فراری»                                 | ۳:۳۲           |
| ۲.             | «من آشفته هستم»                               | ۳:۱۵           |
| ۳.             | «۲ روح در آتش» (با همراهی Quavo)              | ۲:۵۰           |
| ۴.             | «ستارهٔ درخشان»                                | ۳:۰۶           |
| ۵.             | «زانو»                                        | ۳:۲۶           |
| ۶.             | «من تو رو گرفتم»                              | ۳:۱۱           |
| ۷.             | «خود کنترلی»                                  | ۲:۵۴           |
| ۸.             | «غمگین»                                       | ۳:۰۵           |
| ۹.             | «مال خودم»                                    | ۲:۵۱           |
| ۱۰.            | «ثابت» (با همراهی توری لانز)                  | ۳:۱۴           |
| ۱۱.            | «هر چه نزدیکتر نیست»                          | ۲:۴۸           |
| ۱۲.            | «رحمت»                                        | ۳:۱۶           |
| ۱۳.            | «بالش»                                        | ۳:۳۶           |
| ۱۴.            | «مفهوم بودن» (با همراهی Florida Georgia Line) | ۲:۴۳           |
| مجموع مدت:     | مجموع مدت:                                    | ۴۳:۴۷          |

| قطعه‌های سی‌دی ژاپن | قطعه‌های سی‌دی ژاپن                                      | قطعه‌های سی‌دی ژاپن |
| شماره             | نام                                                    | مدت               |
| ----------------- | ------------------------------------------------------ | ----------------- |
| ۱۵.               | «I Can't Stop Drinking About You» (ریمیکس د چینسموکرز) | ۴:۲۳              |
| ۱۶.               | «من تو رو گرفتم» (ریمیکس چیت کدز)                      | ۳:۱۹              |
| مجموع مدت:        | مجموع مدت:                                             | ۵۱:۲۹             |

## جدول‌ها
| جدول (۲۰۱۸)                                       | اوج موقعیت |
| ------------------------------------------------- | ---------- |
| آلبوم‌های استرالیایی (ای‌آرآی‌ای)                    | 19         |
| آلبوم‌های اتریشی (آلبوم‌های او۳)                    | 71         |
| آلبوم‌های بلژیکی (اولتراتاپ فلاندرز)               | 53         |
| آلبوم‌های بلژیکی (اولتراتاپ والونیا)               | 73         |
| آلبوم‌های کانادایی (بیلبورد)                       | 14         |
| آلبوم‌های چک (سی‌ان‌اس آی‌اف‌پی‌آی)                     | 60         |
| آلبوم‌های هلندی (جدول‌های هلند)                     | 58         |
| آلبوم‌های آلمانی (۱۰۰ آلبوم برتر رسمی)             | 55         |
| آلبوم‌های ایرلندی (انجمن صنعت ضبط ایرلند)          | 40         |
| آلبوم‌های ژاپنی (اوریکون)                          | 98         |
| آلبوم‌های هیت‌سیکر نیوزیلند (RIANZ)                 | ۱          |
| آلبوم‌های نروژی (وی‌جی-لیستا)                       | 35         |
| آلبوم‌های اسکاتلندی (شرکت جدول‌های رسمی)            | 28         |
| Slovak Albums (فدراسیون بین‌المللی صنعت فونوگرافی) | ۷۳         |
| آلبوم‌های بین‌المللی کره‌جنوبی (جدول آلبوم‌های گائون) | ۵          |
| Spanish Albums (سازنده‌های موسیقی اسپانیا)         | ۵۴         |
| آلبوم‌های سوئیسی (جدول موسیقی سوئیس)               | 31         |
| آلبوم‌های بریتانیا (شرکت جدول‌های رسمی)             | 33         |
| بیلبورد ۲۰۰ ایالات متحده                          | 13         |

| جدول (۲۰۱۸)              | موقعیت |
| ------------------------ | ------ |
| بیلبورد ۲۰۰ ایالات متحده | ۱۴۷    |
| جدول (۲۰۱۹)              | موقعیت |
| بیلبورد ۲۰۰ ایالات متحده | ۱۴۲    |